# 三新通
三新通（さんしんとおり）は、愛知県名古屋市南区の地名。

## 歴史

### 町名の由来
道徳・忠次・戸部下の三新田を通る新しい道という意味であるという。

### 沿革
- 1939年（昭和14年）7月20日 - 南区豊田町の一部により、同区三新通が成立[3]。